# Szczelina nad Półką w Pozornicy
Szczelina nad Półką w Pozornicy – schronisko w skale Pozornica Lewa w Dolinie Szklarki na Wyżynie Olkuskiej (część Wyżyny Krakowsko-Częstochowskiej). Administracyjnie należy do wsi Radwanowice w województwie małopolskim, w powiecie krakowskim, w gminie Zabierzów. 

## Opis jaskini
Skała Pozornica Lewa znajduje się w pobliżu wylotu Doliny Szklarki, w jej stromych, lewych zboczach opadających do potoku Szklarka, poniżej stawów rybnych. Jest jedną z trzech blisko siebie znajdujących się skał. Pozostałe to Pozornica Prawa i Wodna Skała – ta ostatnia znajduje się tuż nad potokiem i jest dobrze widoczna z drogi od Dubia do Szklar. Do skał tych można dojść albo przekraczając potok, albo od boiska sportowego w Radwanowicach (dalej, ale bez konieczności przekraczania potoku). Otwór jaskini znajduje się na północno-zachodniej ścianie Pozornicy Lewej, na wysokości około 8 m, za pniem dużej sosny rosnącej na skalnej półce. Ma postać szczeliny o wysokości około 3,7 m i szerokości 0,8m. Wspięcie się do niego od podstawy skały to II w skali Kurtyki. Za otworem znajduje się wysoka komórka o szerokości do 1,8 m i pochyłej ścianie.
Schronisko powstało na pęknięciu skały w wapieniach z okresu późnej jury. Ma gładkie ściany z drobnymi grzybkowymi naciekami i czarnymi naskorupieniami (są to epigenetyczne utwory krzemionkowe). Dno skaliste z niewielką ilością gleby i skalnych okruchów. Schronisko jest w całości oświetlone, suche i całkowicie uzależnione od zewnętrznych warunków. Przy otworze wejściowym rosną krzewy i rośliny zielne, a na ścianach komory także paprocie, glony, porosty. Ze zwierząt spotykano muchówki i pająka sieciarza jaskiniowego Meta menardi.

## Historia poznania i dokumentacji
Po raz pierwszy kilka schronisk w tym rejonie opisał J. Nowak w 2008 r. Nie podał jednak tak dokładnego opisu, by można je przyporządkować do konkretnego obiektu. Pierwszą dokumentację i plan Komory pod Półką w Pozornicy opracowała w listopadzie 2014 r. I. Luty przy współpracy z M. Soćko. 

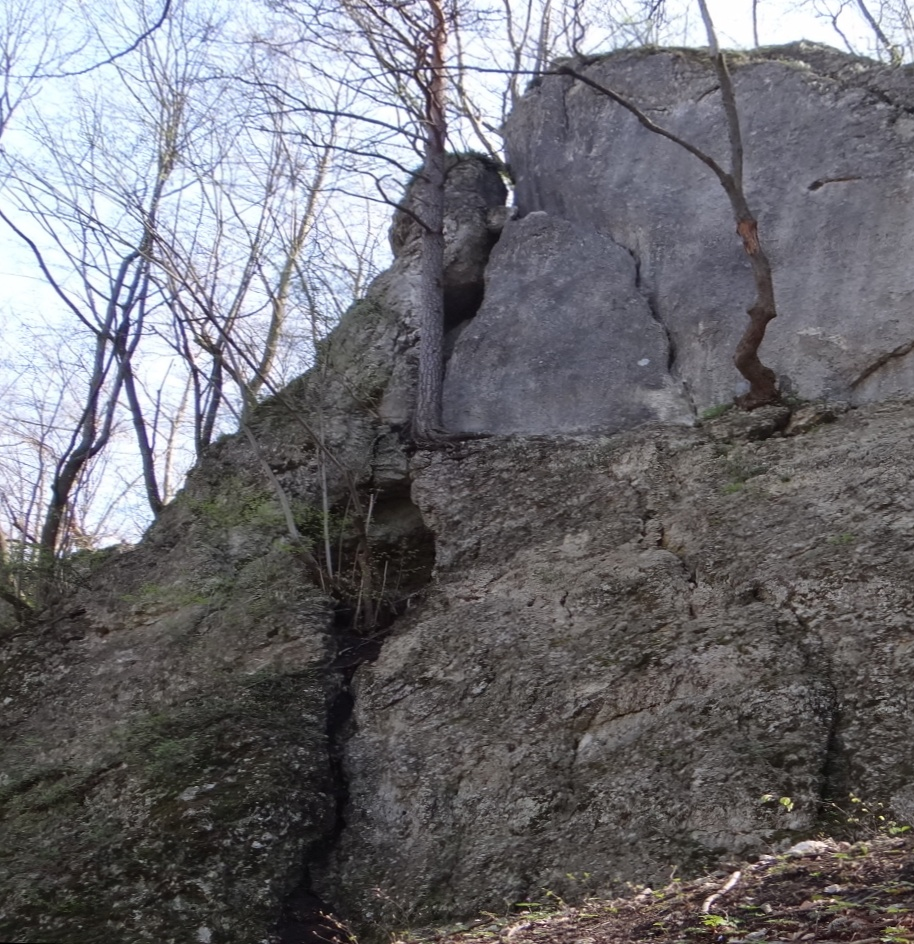
Otwór schroniska widoczny za sosną
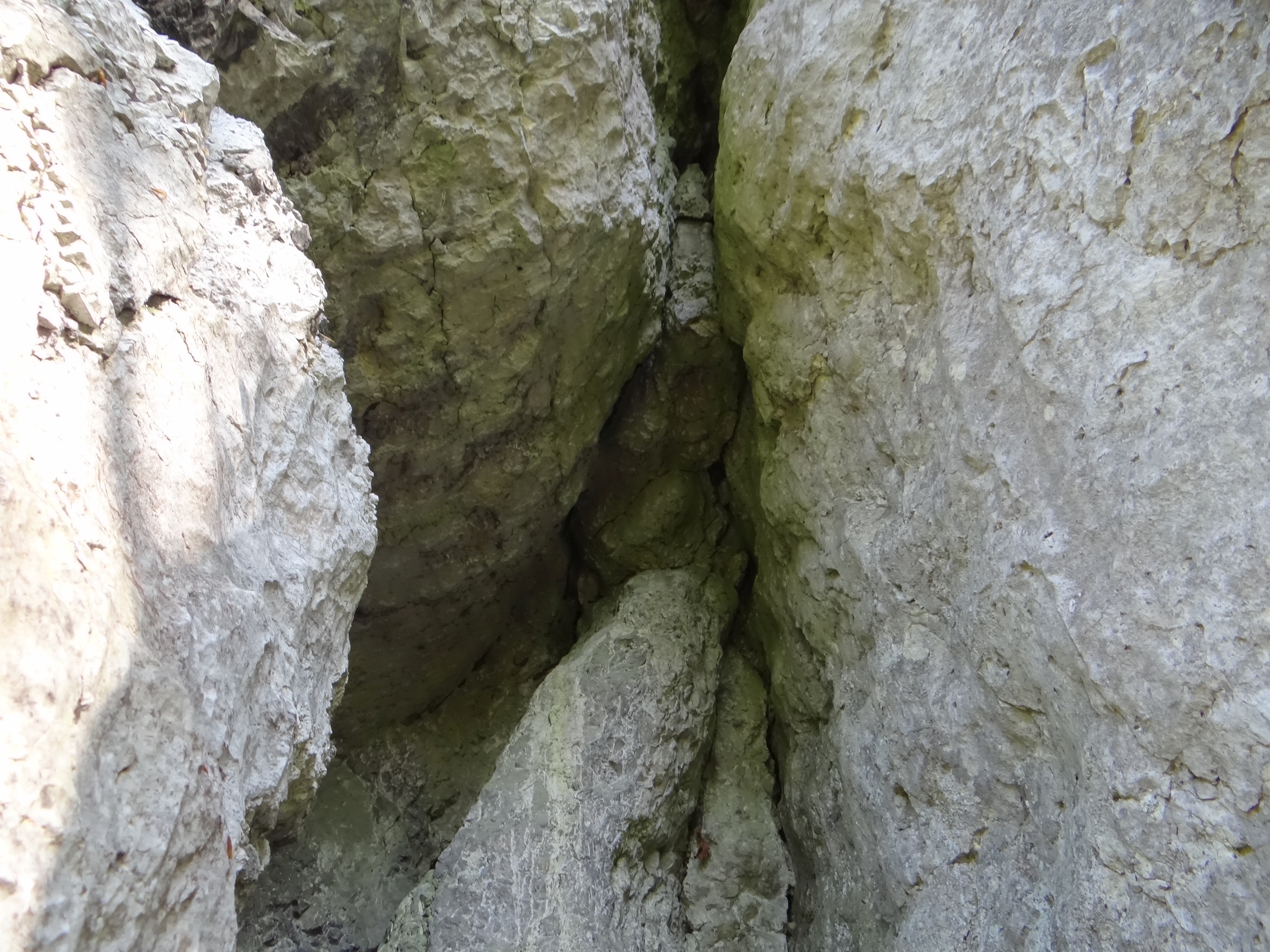
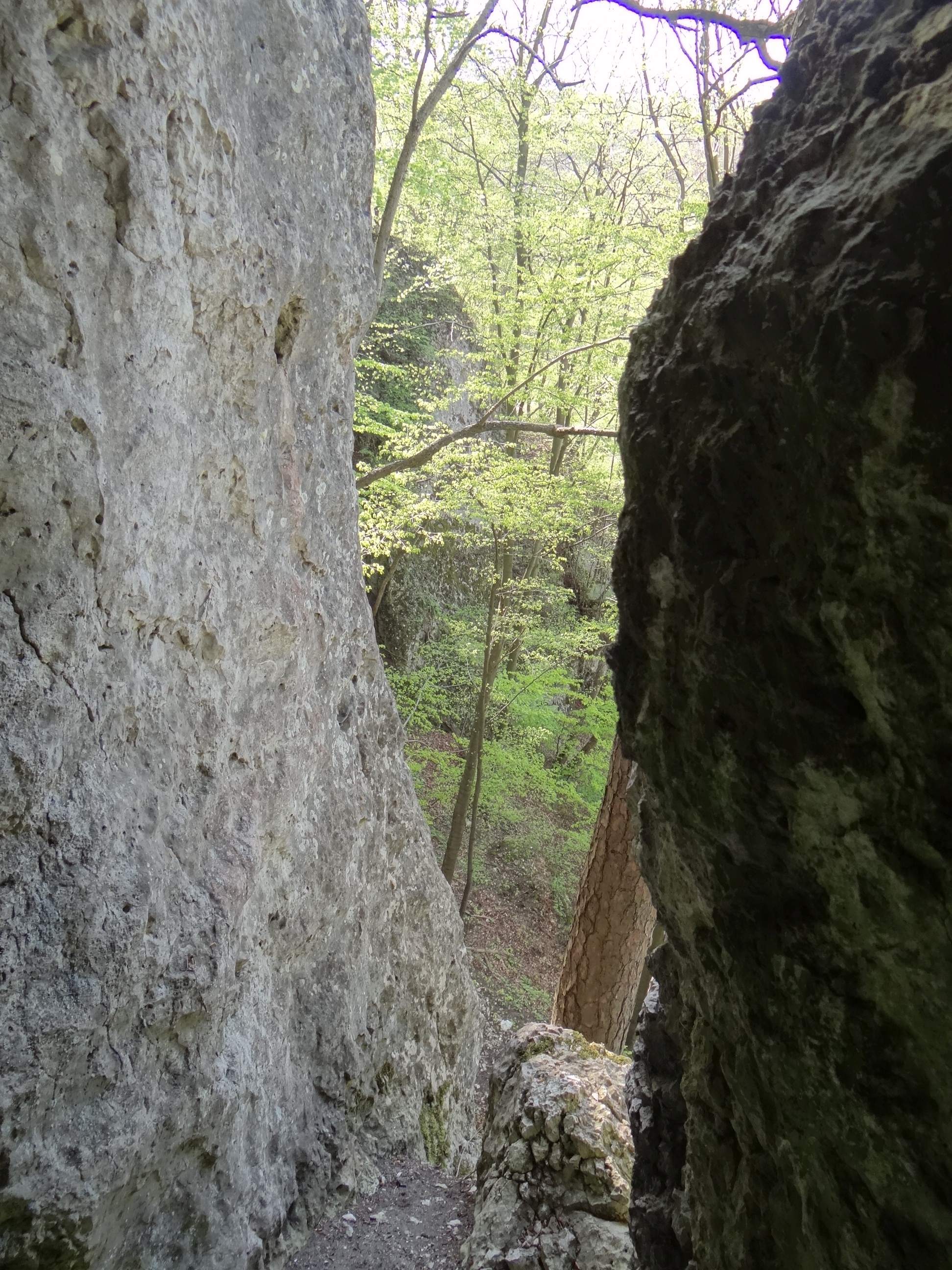
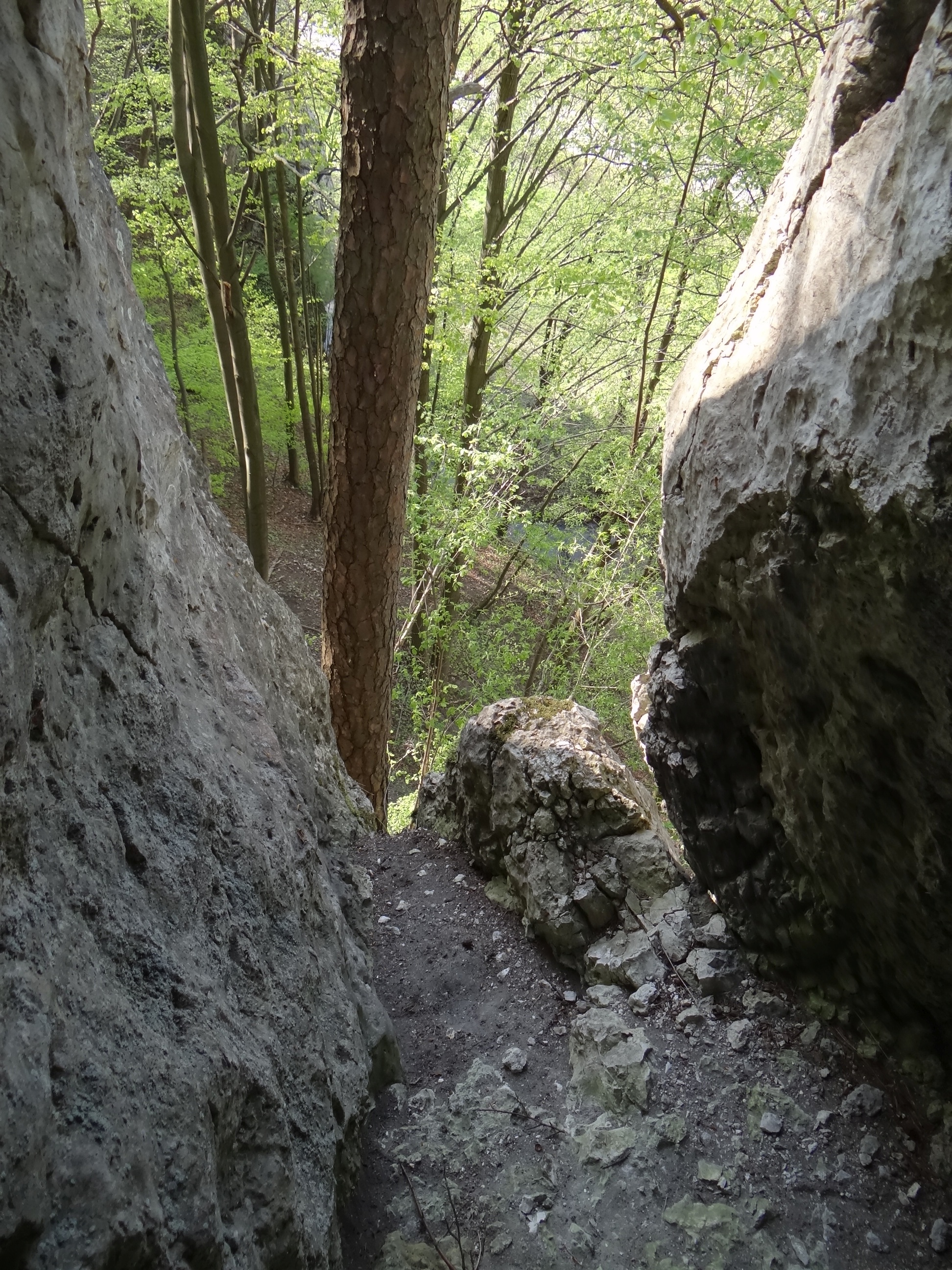
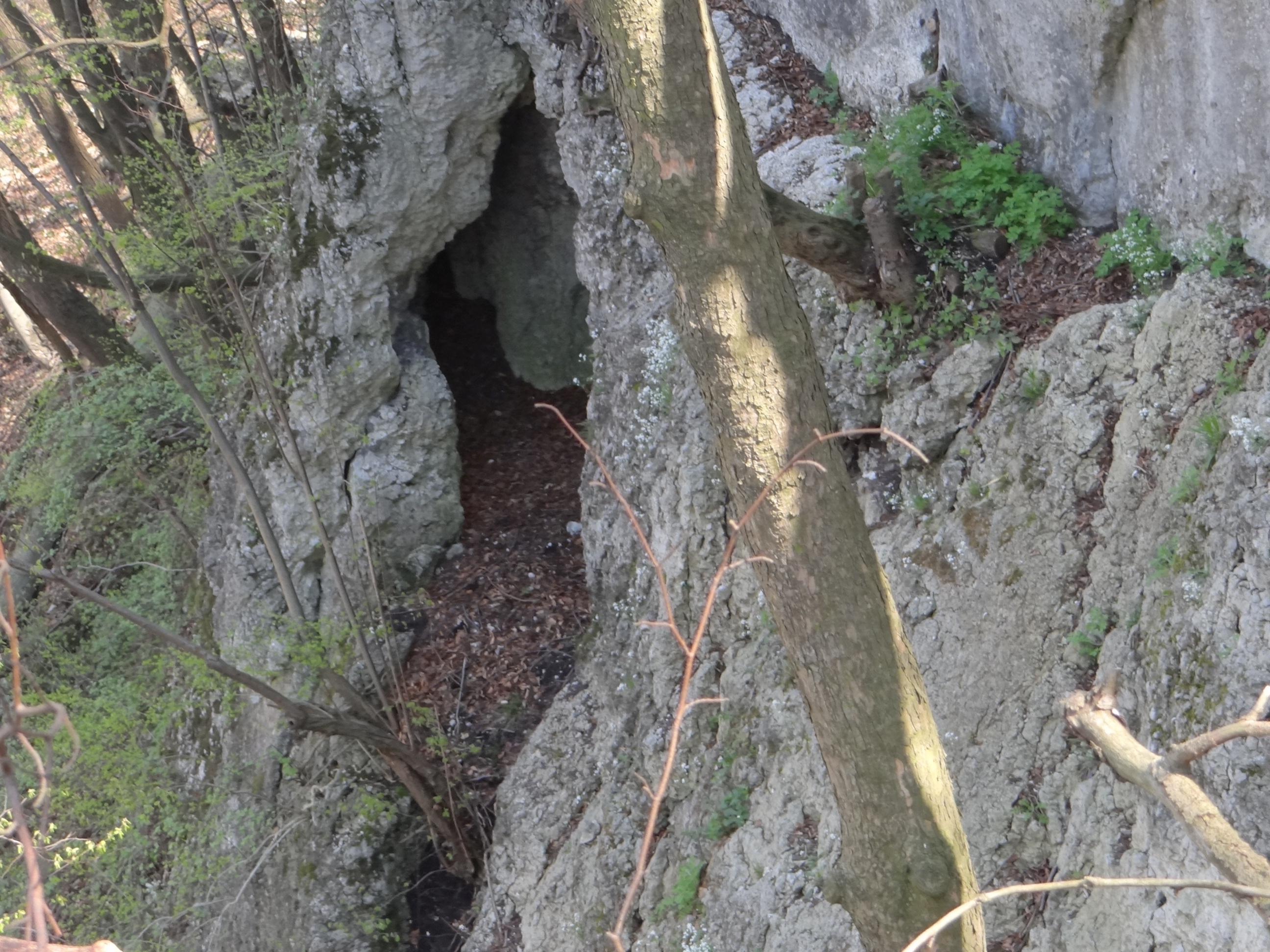